# Liphistius bristowei
Espèce
Liphistius bristowei est une espèce d'araignées mésothèles de la famille des Liphistiidae.

## Distribution
Cette espèce est endémique de Thaïlande,.

## Description
Le mâle holotype mesure 13,0 mm et la femelle paratype 11,2 mm.

## Étymologie
Cette espèce est nommée en l'honneur de William Syer Bristowe.

## Publication originale
- Platnick & Sedgwick, 1984 : A revision of the spider genus Liphistius (Araneae, Mesothelae). American Museum Novitates, no 2781, p. 1-31 (texte intégral).